# Pohár vítězů pohárů 1962/1963
Sezóna 1962/63 Poháru vítězů pohárů byla 3. ročníkem tohoto poháru. Vítězem se stal tým Tottenham Hotspur FC.

## Předkolo
| Domácí v 1. zápase  | Celkem  | Hosté v 1. zápase    | 1. zápas | 2. zápas |
| ------------------- | ------- | -------------------- | -------- | -------- |
| OFK Bělehrad        | 5–3     | Chemie Halle-Leuna   | 2–0      | 3–3      |
| Bangor City FC      | 3–31    | SSC Neapol           | 2–0      | 1–3      |
| Lausanne Sports     | 5–4     | Sparta Rotterdam     | 3–0      | 2–4      |
| Glasgow Rangers     | 4–2     | Sevilla              | 4–0      | 0–2      |
| Saint-Étienne       | 4–1     | Vitória Setúbal      | 1–1      | 3–0      |
| Alliance Dudelange  | 2–9     | B 1909               | 1–1      | 1–8      |
| FC Steaua București | 4–7     | Botev Plovdiv        | 3–2      | 1–5      |
| Újpest              | 5–0     | Zagłębie Sosnowiec   | 5–0      | 0–0      |
| Hibernians FC       | (kont.) | Olympiakos Pireus FC | –        | –        |

1 Zvítězili v rozhodujícím zápase na neutrální půdě 2:1.

## První kolo
| Domácí v 1. zápase   | Celkem | Hosté v 1. zápase | 1. zápas | 2. zápas |
| -------------------- | ------ | ----------------- | -------- | -------- |
| OFK Bělehrad         | 7–4    | Portadown FC      | 5–1      | 2–3      |
| Újpest Dózsa         | 2–22   | SSC Neapol        | 1–1      | 1–1      |
| Lausanne Sports      | 1–2    | Slovan Bratislava | 1–1      | 0–1      |
| Tottenham Hotspur FC | 8–4    | Glasgow Rangers   | 5–2      | 3–2      |
| Saint-Étienne        | 0–3    | Norimberk         | 0–3      | –        |
| Graz                 | 4–6    | Boldklubben 1909  | 1–1      | 3–5      |
| Shamrock Rovers FC   | 0–5    | Botev Plovdiv     | 0–4      | 0–1      |
| Atlético Madrid      | 5–0    | Hibernians FC     | 4–0      | 1–0      |

2 Zvítězili v rozhodujícím zápase na neutrální půdě 3:1.

## Čtvrtfinále
| Domácí v 1. zápase | Celkem | Hosté v 1. zápase    | 1. zápas | 2. zápas |
| ------------------ | ------ | -------------------- | -------- | -------- |
| OFK Bělehrad       | 3–33   | SSC Neapol           | 2–0      | 1–3      |
| Slovan Bratislava  | 2–6    | Tottenham Hotspur FC | 2–0      | 0–6      |
| Norimberk          | 7–0    | Boldklubben 1909     | 1–0      | 6–0      |
| Botev Plovdiv      | 1–5    | Atlético Madrid      | 1–1      | 0–4      |

3 Zvítězili v rozhodujícím zápase na neutrální půdě 3:1.

## Semifinále
| Domácí v 1. zápase | Celkem | Hosté v 1. zápase    | 1. zápas | 2. zápas |
| ------------------ | ------ | -------------------- | -------- | -------- |
| OFK Bělehrad       | 2–5    | Tottenham Hotspur FC | 1–2      | 1–3      |
| Norimberk          | 2–3    | Atlético Madrid      | 2–1      | 0–2      |

## Finále
| 15. května 1963                                            |       |                           |                                              |
| Tottenham Hotspur FC                                       | 5 – 1 | Atlético Madrid           | Feijenoord Stadion, Rotterdam diváci: 49 000 |
| Jimmy Greaves 16', 80' John White 35' Terry Dyson 67', 85' |       | Enrique Collar 47' (pen.) | Feijenoord Stadion, Rotterdam diváci: 49 000 |

## Vítěz
| Pohár vítězů pohárů 1962/63 Tottenham Hotspur FC William Brown, Ronald Henry, Peter Baker, Maurice Norman, Tony Marchi, Danny Blanchflower , John White, Bobby Smith, Jimmy Greaves, Terry Dyson, Cliff Jones Trenér: Bill Nicholson |